# 袁鹤皋
袁鹤皋（1899年—1983年），男，湖南湘潭人，中国教育家，曾任民进中央委员，长沙市政协副主席，第三届全国人大代表，第五届全国政协委员。